# Anolis haguei
Anolis haguei (аноліс Хейга) — вид ігуаноподібних ящірок родини анолісових (Dactyloidae). Ендемік Гватемали.

## Поширення і екологія
Аноліси Хейга мешкають у високогір'ях Альта-Верапасу та гір Сьєрра-де-лас-Мінас. Вони живуть в гірських сосново-дубових лісах і хмарних лісах, на висоті від 1750 до 2100 м над рівнем моря. Відкладають яйця.

## Збереження
МСОП класифікує стан збереження цього виду як близький до загрозливого. Anolis haguei загрожує знищення природного середовища.